# Neokhórion (ort i Grekland, Grekiska fastlandet, Fthiotis, lat 39,04, long 22,52)
Neokhórion (Neochori) är en ort i Grekland.   Den ligger i prefekturen Fthiotis och regionen Grekiska fastlandet, i den centrala delen av landet, 160 km nordväst om huvudstaden Aten. Neokhórion ligger 813 meter över havet och antalet invånare är 191.
Terrängen runt Neokhórion är kuperad, och sluttar västerut. Runt Neokhórion är det ganska tätbefolkat, med 90 invånare per kvadratkilometer. Närmaste större samhälle är Lamia, 16,9 km söder om Neokhórion. == Kommentarer ==
1. ↑  Framräknat ur variansen i alla höjduppgifter (DEM 3") från Viewfinder Panoramas, inom 10 km radie.[2] Mer om algoritmen finns här: Användare:Lsjbot/Algoritmer.